# Klářino koleno
Klářino koleno (francouzském originále Le genou de Claire) je francouzské filmové drama z roku 1970, které natočil režisér Éric Rohmer podle vlastního scénáře. Příběh se odehrává v letním období, konkrétně ve dnech 29. června až 29. července, u jezera Lac d'Annecy. Zde se Jérôme (Jean-Claude Brialy), kterému zbývá pár týdnů do svatby, náhodou setkává se svou dávnou kamarádkou, spisovatelkou Aurorou (Aurora Cornu). Díky ní potkává její hostitelku paní Walterovou (Michèle Montel) a její dcery, mladší Lauru (Béatrice Romand) a později též starší Claire (Laurence de Monaghan). Když Jérôme s Laurou podniknou menší túru do hor, dívka se do staršího muže „trochu zamiluje“. Po několika dnech přijíždí Claire. Když Jérôme uvidí její koleno, začne cítit touhu se jej dotknout. Nutkání nejprve ovládá. Jednou se spolu skrývají pod přístřeškem, kam je z jezera vyhnal silný déšť. Jérôme dívce řekne, že nedlouho předtím viděl jejího přítele Gillese (Gérard Falconetti) s jinou dívkou, načež se Claire rozpláče a Jérôme v rámci jejího utěšování položí svou ruku na její koleno. Snímek získal ceny Prix Louis-Delluc a Zlatá mušle a byl nominován na Zlatý glóbus.

## Obsazení
- Jean-Claude Brialy jako Jérôme
- Aurora Cornu jako Aurora
- Béatrice Romand jako Laur
- Laurence de Monaghan jako Claire
- Michèle Montel jako paní Walterová
- Gérard Falconetti jako Gilles
- Fabrice Luchini jako Vincent